# Norma Esther Sepúlveda
Norma Esther Sepúlveda (n. 17 de julio de 1980, Rincón de los Sauces, Neuquén, Argentina) es una política argentina, militante del Movimiento Popular Neuquino (MPN), actual intendenta de Rincón de los Sauces, ciudad ubicada en el norte de la provincia del Neuquén, en la zona de Vaca Muerta. Es la primera mujer en ocupar este cargo en la historia de la ciudad, y actualmente cumple su segundo mandato consecutivo.

### Biografía
Nació y creció en Rincón de los Sauces. Cursó sus estudios primarios en la Escuela N.º 238 y los secundarios en el CPEM N.º 24, únicos establecimientos educativos en ese entonces en la localidad. Es madre de dos hijos, Ramiro y Thomás.
Sus padres, ya fallecidos, eran oriundos del interior neuquino: su madre, Ismenia, era de Carreri, un paraje cercano a Zapala; y su padre era de La Primavera, también un paraje, ubicado cerca de Chos Malal. Tiene dos hermanas vivas, Cecilia y Roxana, y una hermana fallecida, Stella.

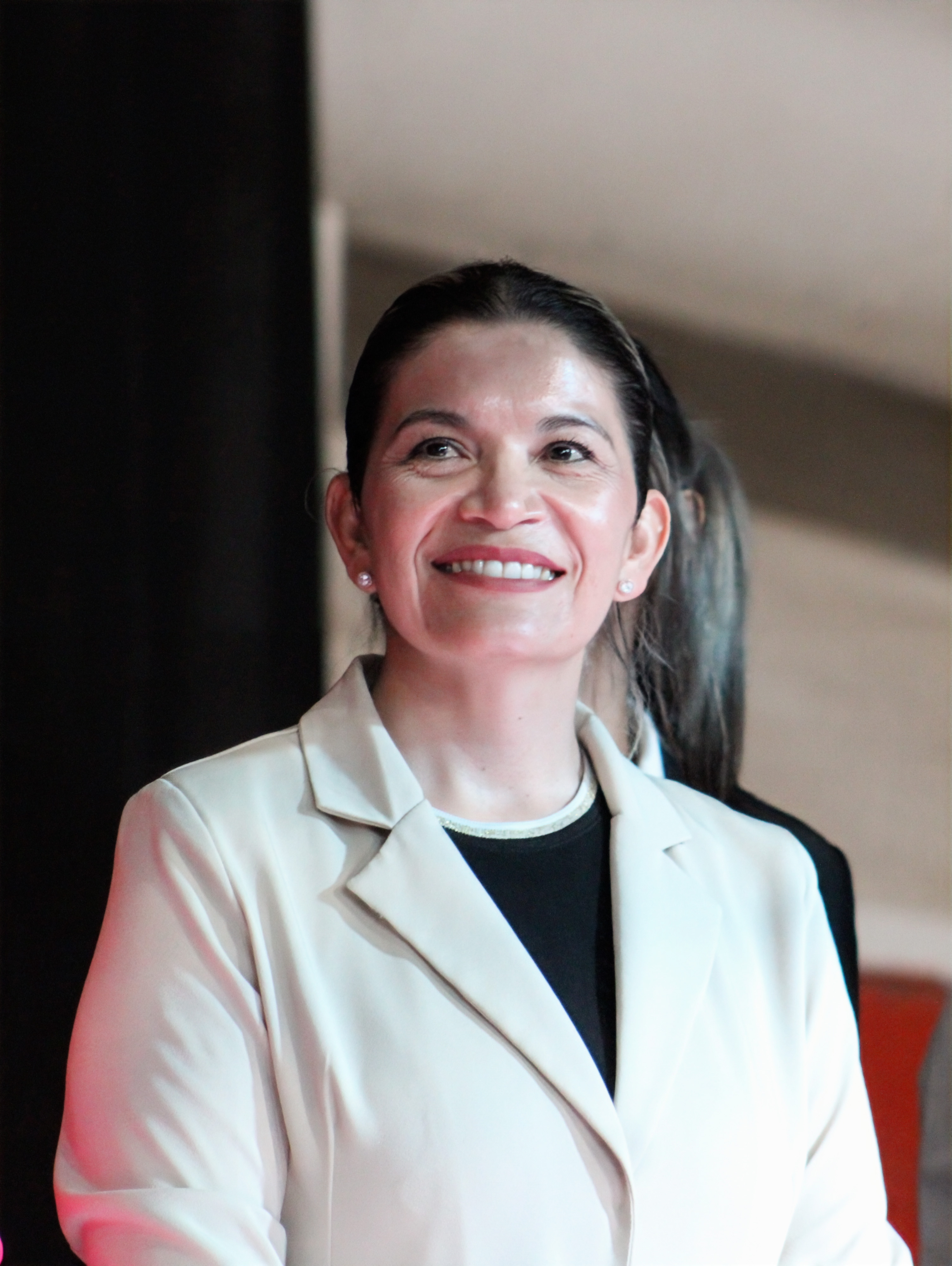

### Carrera política
Su militancia comenzó a los 14 años, participando en actividades juveniles vinculadas a la campaña del entonces gobernador Felipe Sapag en 1995. Desde entonces ha sido parte activa del MPN.
Entre 2007 y 2011 fue secretaria administrativa del Honorable Concejo Deliberante por el bloque del MPN. Luego, entre 2011 y 2016, se desempeñó como secretaria de Gobierno municipal, y desde 2016 hasta 2019 tuvo a su cargo también la Secretaría de Desarrollo Territorial. En 2019 fue elegida intendenta de Rincón de los Sauces con el 53,3 % de los votos. Fue reelecta en 2023, logrando por primera vez que un mismo partido politico gobierne durante cuatro mandatos consecutivos.

### Intendencia
Durante su primer mandato, iniciado en diciembre de 2019, debió enfrentar los efectos de la pandemia de COVID-19 a pocos meses de asumir. Aun en ese contexto, logró sostener la gestión municipal y retomar el ritmo de obras iniciado por su antecesor, Marcelo Rucci.
En su segundo período, se centró en concretar proyectos de infraestructura pendientes desde gestiones anteriores, consolidando un proceso iniciado por el mismo espacio político desde 2011. Sepúlveda considera que el proyecto de gobierno que representa es colectivo y ha crecido con la participación de nuevas generaciones, promoviendo la continuidad institucional por encima de los nombres propios.

### Relación con Marcelo Rucci
Sepúlveda reconoce en Marcelo Rucci a un referente clave en su formación política. Comenzó a trabajar directamente con él durante la campaña de 2007, cuando Rucci ya era una figura emergente dentro del Movimiento Popular Neuquino. Señala que el proyecto político que hoy representa fue diseñado en conjunto con Rucci y un pequeño grupo de militantes, y que él fue fundamental para sentar las bases de un modelo de gestión con fuerte presencia territorial.

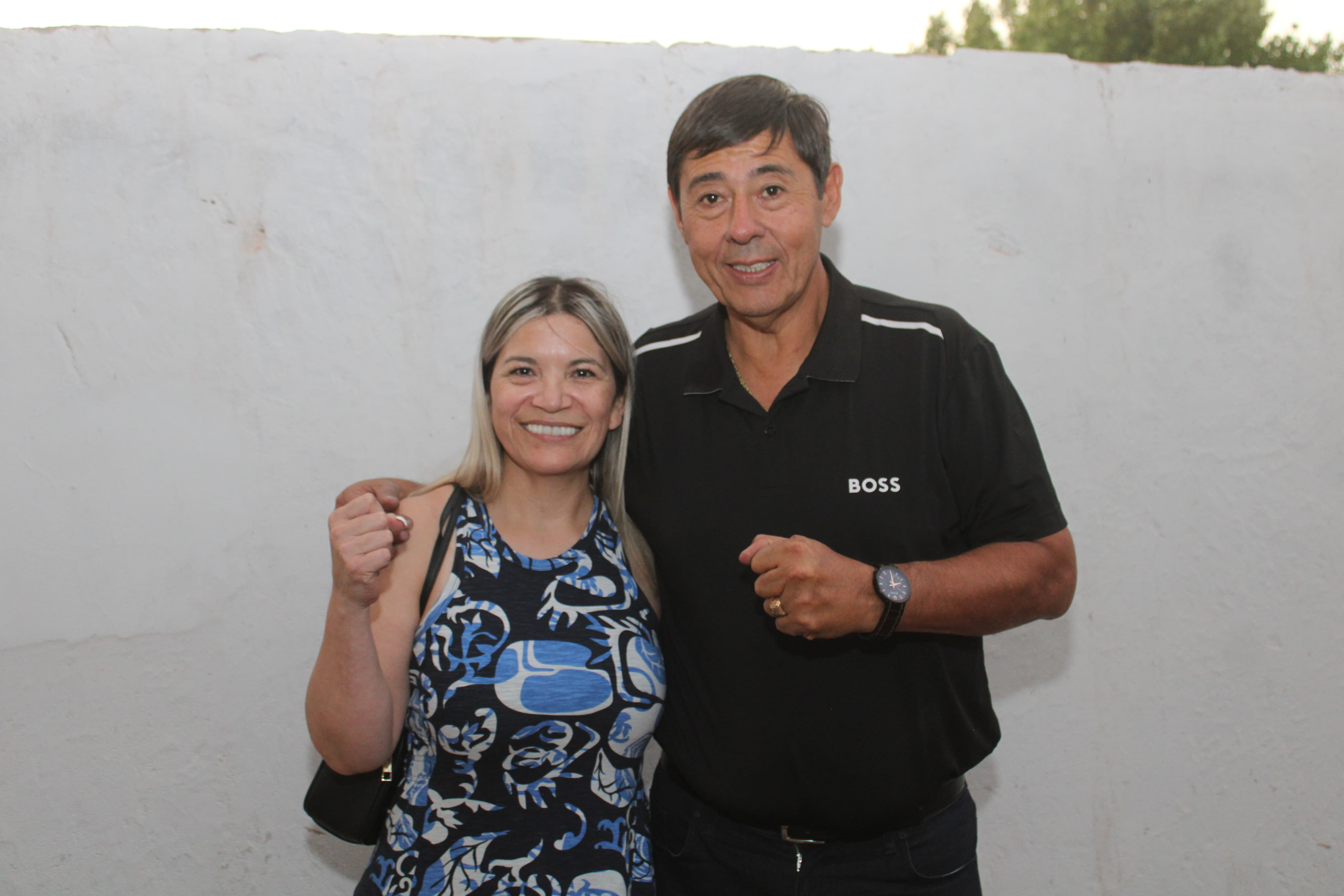

Durante sus dos mandatos como intendente (2011–2019), Rucci encabezó una etapa de crecimiento acelerado para Rincón de los Sauces, con fuerte inversión en infraestructura, urbanismo y servicios públicos. Fue una gestión con alto acompañamiento popular, logrando en su reelección de 2015 uno de los porcentajes de votos más altos en la historia de la ciudad.
Sepúlveda formó parte de ese equipo de gobierno desde el inicio, primero como secretaria administrativa del Concejo Deliberante y luego como funcionaria del Ejecutivo. Considera que su visión de la gestión, del territorio y del rol del Estado se consolidó en ese período, bajo la conducción política de Rucci. Aún hoy mantienen un vínculo cercano, en el que ella lo considera una referencia activa para la toma de decisiones estratégicas.
Actualmente, Rucci se desempeña como secretario general del Sindicato de Petróleo y Gas Privado de Río Negro, Neuquén y La Pampa. Desde ese lugar, continúa articulando con la intendencia y acompañando proyectos vinculados al desarrollo de Vaca Muerta, fortaleciendo la presencia del sindicalismo en el entramado social y político de la ciudad.

### Relación con Daniela Rucci

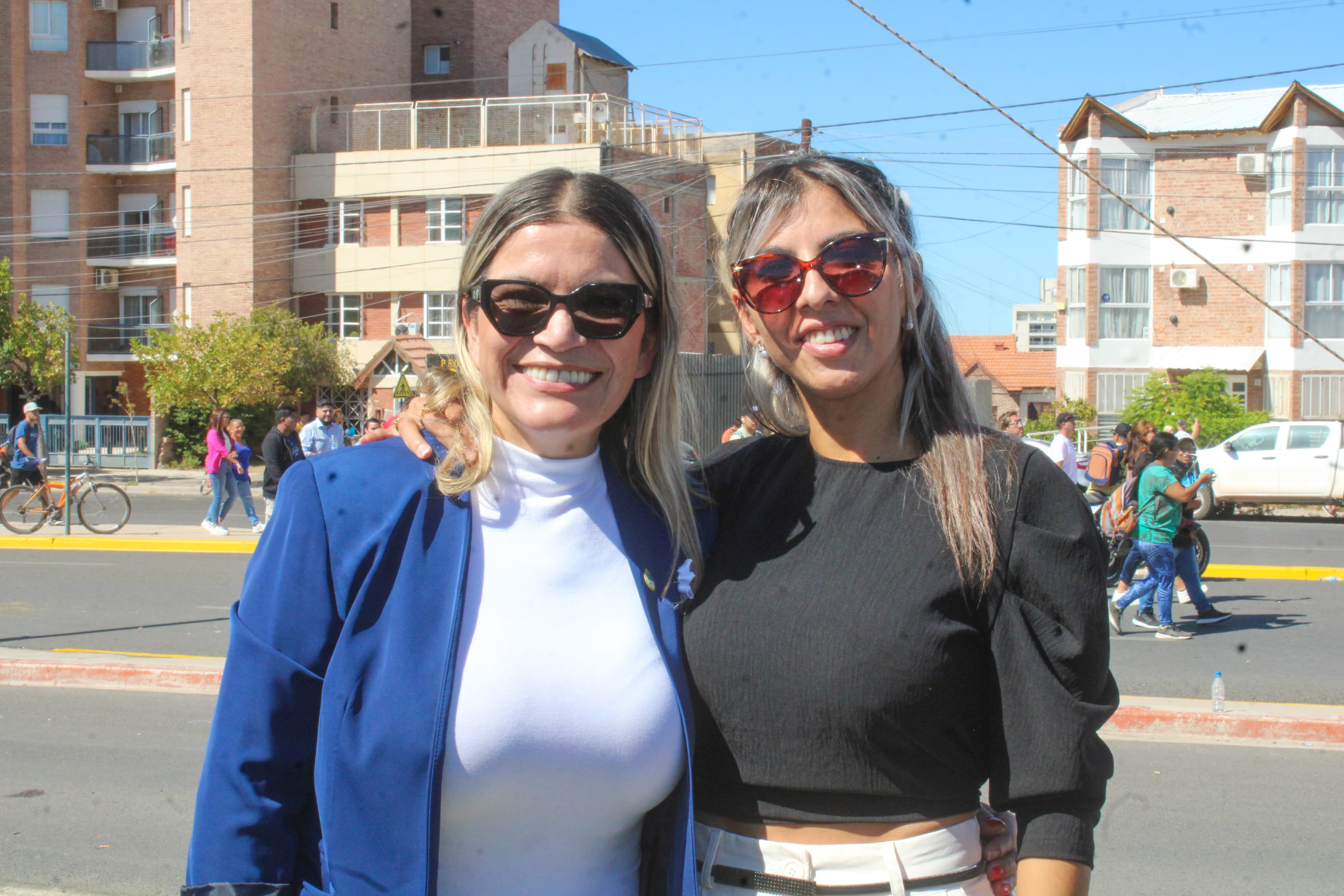
Norma y Daniela luego del Inicio de Sesiones legislativas del año 2025

Durante su primer mandato como intendenta, compartió el liderazgo institucional con Daniela Rucci, quien presidía el Concejo Deliberante. Ambas mujeres jóvenes demostraron que los poderes Ejecutivo y Legislativo podían trabajar en conjunto, incluso en tiempos complejos como la pandemia. Actualmente, aunque Rucci ocupa una banca como diputada provincial, mantienen un vínculo de trabajo fluido orientado a impulsar políticas para Rincón y la provincia.

### Accidente y discapacidad
El 31 de mayo de 2018, Norma Sepúlveda sufrió un grave accidente automovilístico junto con la entonces concejal de Rincón, Daniela Rucci, mientras regresaban de una capacitación vinculada al desarrollo de Vaca Muerta. El siniestro ocurrió en la Ruta Provincial N.º 5, a unos 20 km de Rincón de los Sauces. Sepúlveda estuvo en estado crítico durante varios días, sufrió múltiples fracturas y perdió parte de su pierna derecha. Fue sometida a diversas cirugías y atravesó un largo proceso de rehabilitación física.
El episodio marcó un antes y un después profundo en su vida personal y familiar. Sin embargo, no fue impedimento para que continuara con sus responsabilidades públicas. Su regreso a la función activa, en medio de un contexto adverso, y su capacidad para sostener su carrera política la convirtieron en un símbolo de resiliencia y fortaleza para la comunidad. Su experiencia visibilizó además la importancia de promover la inclusión y la accesibilidad en los espacios de liderazgo público.

### Relación con el gobierno provincial

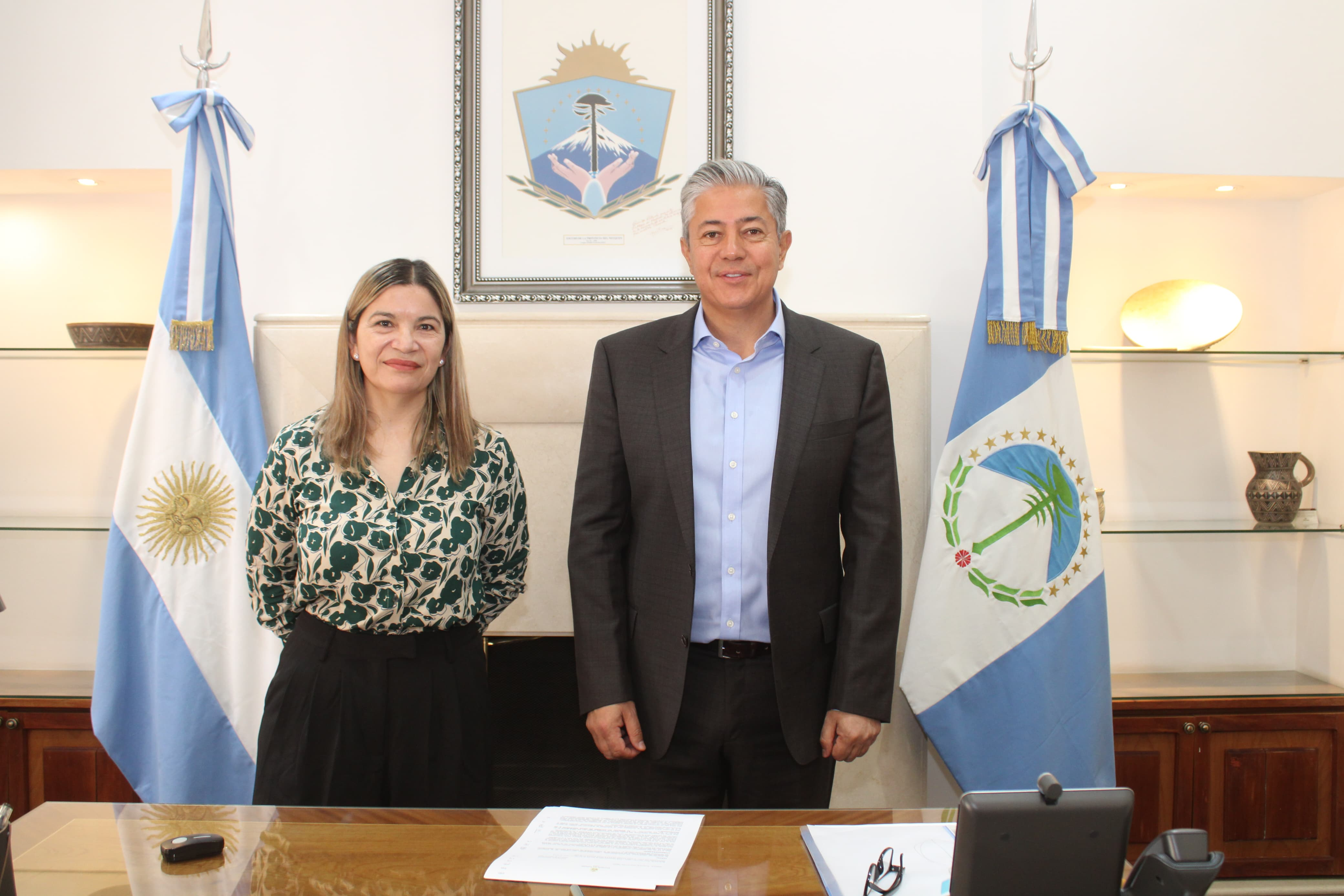
Sepúlveda y Figueroa en la oficina del Gobernador

Desde inicios de 2024, la conexión política entre Norma Sepúlveda y el gobernador Rolando Figueroa se fortaleció notablemente, evidenciando una colaboración estratégica basada en obras y proyectos para Rincón de los Sauces, más allá de diferencias partidarias:
- En diciembre de 2023, Figueroa anunció la pavimentación de la Ruta 6, tramo que conecta Rincón con Octavio Pico, y destacó que “Rincón de los Sauces va a tener todo lo que se merece”, lo que fue acompañado por Sepúlveda en el acto de aniversario de la localidad.
- Durante mayo de 2025, ambos encabezaron la firma del llamado a licitación para la construcción del nuevo edificio de la EPET Nº 24, obra valorada en unos 12.700 millones de pesos, diseñada para duplicar su capacidad y reforzar la formación técnica local.
- En junio de 2025, estuvieron presentes durante la apertura de sobres de la licitación del edificio de esa EPET, donde Figueroa y Sepúlveda resaltaron el trabajo conjunto, la articulación con el gobierno provincial y el compromiso con la comunidad educativa.
- A lo largo de 2024–25, la gestión conjunta también implicó la entrega de maquinaria para obras viales, la repavimentación de la Ruta 5 —una obra clave para la conectividad local—, y el avance en la finalización de la ampliación del Hospital de Rincón de los Sauces, una obra que llevaba años demorada y que comenzó a concretarse bajo esta nueva etapa de trabajo compartido.

En cada intervención pública, Sepúlveda subrayó que, por primera vez, el municipio encontró una respuesta efectiva desde el gobierno provincial, con ministerios “trabajando en territorio” y compromisos cumplidos, lo que demuestra un cambio notable en la relación institucional.
Impacto político y simbólico
Esta alianza ha permitido concretar obras emblemáticas para la ciudad (escuela técnica, rutas, salud e infraestructura), afianzando a Sepúlveda como una intendenta con poder de gestión y mejora local, y a Figueroa como un gobernador comprometido más allá de líneas partidarias. Además, refleja una expresión moderna del federalismo neuquino, caracterizado por vínculos genuinos entre distintos niveles del Estado.

### Rincón de los Sauces y Vaca Muerta

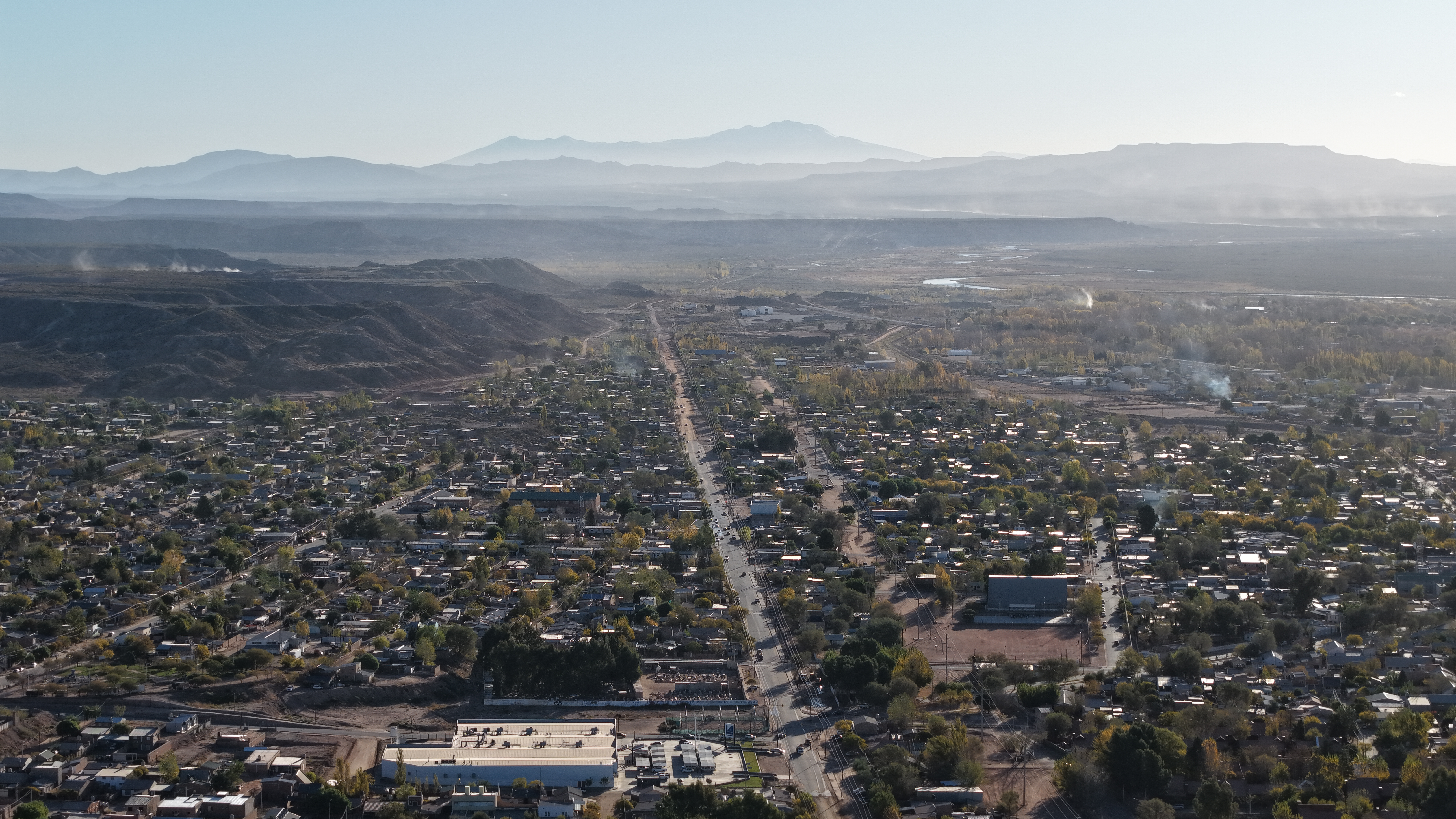

Sepúlveda sostiene que Rincón de los Sauces, con una población estimada de 50.000 habitantes (más allá de lo indicado en censos), ha logrado superar los estigmas de ciudad transitoria ligada exclusivamente al petróleo. Su gestión ha trabajado para fortalecer el arraigo y convertirla en un lugar para el desarrollo familiar, con infraestructura y servicios que acompañen el crecimiento.
La ciudad forma parte del corazón operativo de Vaca Muerta, una de las mayores reservas de gas y petróleo no convencional del mundo. Este yacimiento, ubicado en la cuenca neuquina, representa un pilar estratégico para el desarrollo energético del país. Las actividades en torno a Vaca Muerta demandan una constante articulación entre el Estado, las empresas y la sociedad, y generan importantes desafíos en infraestructura, vivienda, educación y medio ambiente para ciudades como Rincón.